# Cephalanthera
Cephalanthera, abreujat Ceph en el comerç de jardineria, és un gènere d'orquídies. Normalment tenen rizoma però algunes de les seves espècies presenten un tubercle Té unes 15 espècies reconegudes, la majoria són plantes natives d'Europa i Àsia incloent els Països Catalans (Curraians).A Amèrica del Nord només es troba l'espècie Cephalanthera austiniae A Àsia hi ha híbrids de manera natural.

## Espècies acceptades
- Cephalanthera alpicola Fukuy. - Taiwan
- Cephalanthera austiniae (A.Gry) Heller - British Columbia, Washington, Oregon, Idaho, Califòrnia
- Cephalanthera calcarata Chen & Lang - Yunnan
- Cephalanthera caucasica Krzl. - Iran, Europa meridional, Rússia, Azerbaijan, Armènia, República de Geòrgia
- Cephalanthera cucullata Boiss. & Heldr. - Crete
- Cephalanthera damasonium (Mill.) Druce - Europa i l'Orient Mitjà des d'Anglaterra i Suècia a Prússia i de Rússia a Iran; també Bhutan, Índia, Myanmar i Yunnan
- Cephalanthera epipactoides Fischer & C. A. Meyer - Grècia i Turquia
- Cephalanthera erecta (Thunb.) Blume - Xina, Japó, Corea, Illes Kurils, Bhutan, Assam, Himàlaia oriental
- Cephalanthera ericiflora Szlach. & Mytnik - Laos
- Cephalanthera exigua Seidenf. - Laos, Tailàndia
- Cephalanthera falcata (Thunb.) Blume - Xina, Japó, Corea
- Cephalanthera gracilis S.C.Chen & G.H.Zhu - Yunnan
- Cephalanthera humilis X.H.Jin - Yunnan
- Cephalanthera kotschyana Renz & Taub. - Turquia, Azerbaijan, Armènia, República de Geòrgia
- Cephalanthera kurdica Bornm. ex Kraenzl. - Turquia, Azerbaijan, Armènia, República de Geòrgia, Iran, Iraq, Europa meridional, Rússia
- Cephalanthera longibracteata Blume - Xina, Japó, Corea, Extrem Orient Rus
- Cephalanthera longifolia (L.) Fritsch - estesa per tot Europa, Àsia i Nord d'Àfrica des d'Irlanda i Marroc fins Xina
- Cephalanthera × mayeri (E.Mayer & Zimmerm.) A.Camus in E.G.Camus & A.A.Camus - Alemanya (C. damasonium × C. rubra)
- Cephalanthera nanchuanica (S.C.Chen) X.H.Jin & X.G.Xiang - Sichuan
- Cephalanthera × otto-hechtii G.Keller in G.Keller & al. - Àustria, Suïssa (C. longifolia × C. rubra)
- Cephalanthera pusilla (Hook.f.) Seidenf. - Myanmar, Xina
- Cephalanthera × renzii B.Baumann & al.. - Azerbaijan (C. caucasica × C. longifolia)
- Cephalanthera rubra (L.) Rich. - Europa, Nord Àfrica i sud-oest d'Àsia, des d'Anglaterra, Espanya i el Marroc a Rússia i Iran
- Cephalanthera x schaberi Baum. - Turquia Europea	(C. epipactoides × C. longifolia)
- Cephalanthera × schulzei E.G.Camus in E.G.Camus, P.Bergon & A.A.Camus - Àustria, Alemanya, França, Turquia, l'antiga Iugoslàvia (C. damasonium × C. longifolia)
- Cephalanthera × taubenheimii H.Baumann - Turquia (C. damasonium × C. kotschyana)